# Karbonkopia

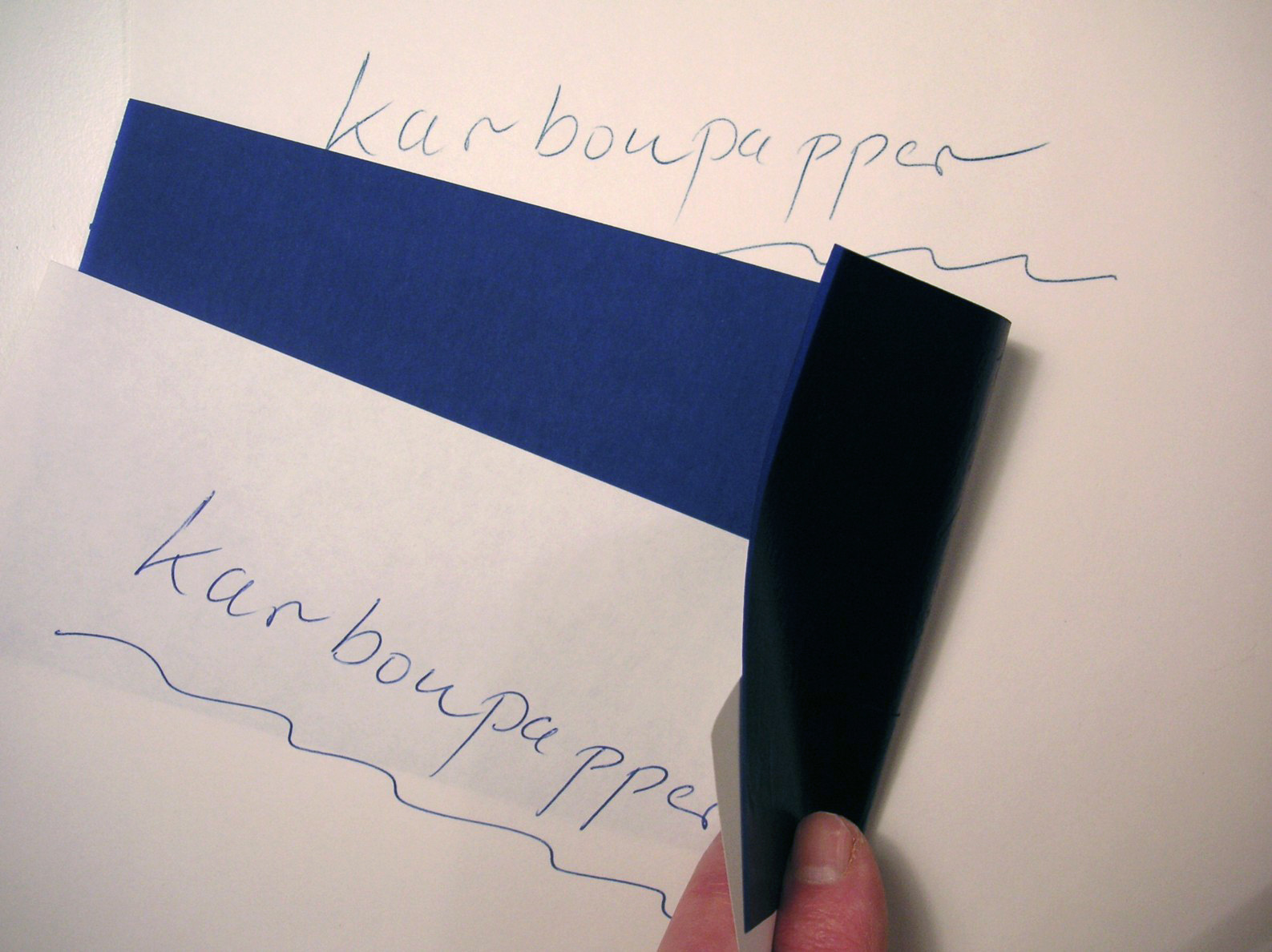
Kopia med karbonpapper

Karbonkopia är en kopia framställd samtidigt som ett original med hjälp av karbonpapper, och i överförd bemärkelse bara "exakt likadant exemplar".
En karbonkopia framställs genom att ett karbonpapper läggs mellan det papper originalet skall skrivas på och ett underliggande papper. När man sedan skriver eller tecknar på originalet skapas en kopia på det andra papperet med hjälp av karbonpapperet som färgar av sig.
På skrivmaskinernas tid begagnades karbonkopiering framför allt av sekreterare för att få flera exemplar av dokument.
Med karbonpapper kan man få uppemot 10 exemplar, men med viss ansträngning kan man hamra fram 14 kopior på skrivmaskinen. Då måste man använda tunna papper, helst 30 g, varvat med lager med karbonpapper, samt utveckla en anslagsteknik som är mycket kraftfullare än den som brukas på datorers tangentbord.
Rubrikraden CC: i e-postmeddelanden har sitt namn från karbonkopian (eng. carbon copy): den avser dem som skall få en kopia av meddelandet, i motsats till dem som skall ha brevet i original. Användandet sträcker sig tillbaka till skrivmaskinister, som kopierade dokumentet med karbonpapper.
En alternativ etymologi till förkortningen "cc" är att den är äldre än karbonkopiorna och kommer från att man i latin använder dubbla bokstäver för plural, vilket lever kvar bland annat i engelska "pp" för "pages" sidor. Därmed borde även "cc" betyda kopia i plural.